# تسدلیتس
تسدلیتس (به آلمانی: Zedlitz) یک شهر در آلمان است که در گرایتس واقع شده‌است. تسدلیتس ۷۰۲ نفر جمعیت دارد.